# Ligne Meitetsu Mikawa
La ligne Meitetsu Mikawa (名鉄三河線, Meitetsu Mikawa-sen) est une ligne ferroviaire de la compagnie privée Meitetsu située dans la préfecture d'Aichi au Japon. Elle relie la gare de Sanage à Toyota à la gare de Hekinan à Hekinan.

## Histoire
La ligne ouvre par étapes entre 1914 et 1936.

## Caractéristiques

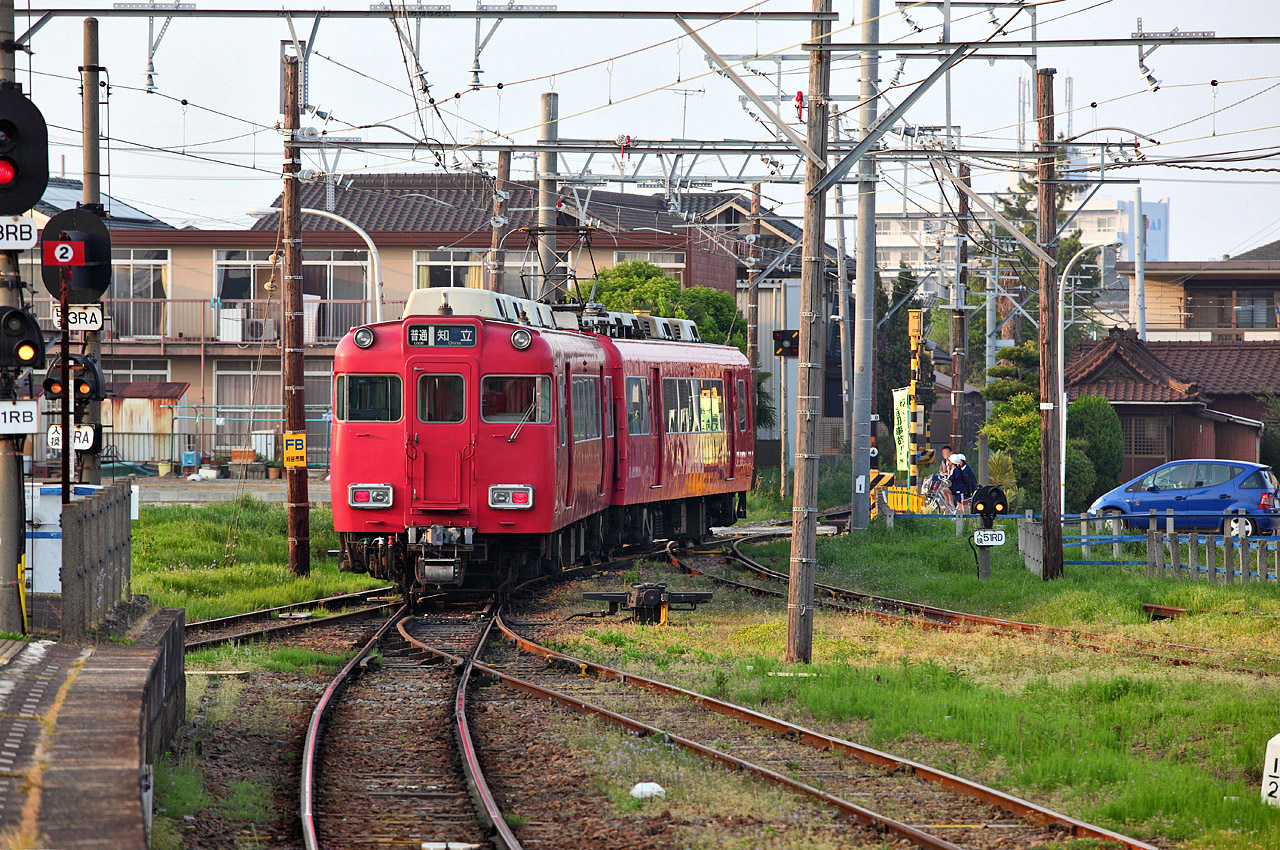
La ligne à Hekinan.

### Ligne
- écartement des voies : 1 067 mm
- nombre de voies : Double voie entre Chiryū et Shigehara, Kariya et Kariyashi, et Umetsubo et Toyotashi. Voie unique sur le reste de la ligne.
- électrification : 1 500 V cc par caténaire

### Liste des gares
La ligne comporte 23 gares.
| Numéro | Gare              | Nom japonais | Distance (km) | Correspondances                                    | Localisation |
| ------ | ----------------- | ------------ | ------------- | -------------------------------------------------- | ------------ |
| MY11   | Sanage            | 猿投         | 0             |                                                    | Toyota       |
| MY10   | Hiratobashi       | 平戸橋       | 1,1           |                                                    | Toyota       |
| MY09   | Koshido           | 越戸         | 2,2           |                                                    | Toyota       |
| MY08   | Umetsubo          | 梅坪         | 4,2           | Meitetsu : Toyota (interconnexion)                 | Toyota       |
| MY07   | Toyotashi         | 豊田市       | 5,6           | Aichi Loop Railway : Aichi Loop (à Shin-Toyota)    | Toyota       |
| MY06   | Uwa Goromo        | 上挙母       | 7,4           | Aichi Loop Railway : Aichi Loop (à Shin-Uwagoromo) | Toyota       |
| MY05   | Tsuchihashi       | 土橋         | 10,2          |                                                    | Toyota       |
| MY04   | Takemura          | 竹村         | 12,8          |                                                    | Toyota       |
| MY03   | Wakabayashi (ja)  | 若林         | 15,1          |                                                    | Toyota       |
| MY02   | Mikawa Yatsuhashi | 三河八橋     | 17,5          |                                                    | Toyota       |
| MY01   | Mikawa Chiryū     | 三河知立     | 20,6          |                                                    | Chiryū       |
| NH19   | Chiryū            | 知立         | 21,3          | Meitetsu : Nagoya (interconnexion)                 | Chiryū       |
| MU01   | Shigehara         | 重原         | 23,5          |                                                    | Chiryū       |
| MU02   | Kariya            | 刈谷         | 25,2          | JR Central : Tōkaidō                               | Kariya       |
| MU03   | Kariyashi         | 刈谷市       | 26,8          |                                                    | Kariya       |
| MU04   | Ogakie            | 小垣江       | 29,4          |                                                    | Kariya       |
| MU05   | Yoshihama (ja)    | 吉浜         | 31,4          |                                                    | Takahama     |
| MU06   | Mikawa Takahama   | 三河高浜     | 33,3          |                                                    | Takahama     |
| MU07   | Takahama Minato   | 高浜港       | 34,3          |                                                    | Takahama     |
| MU08   | Kitashinkawa      | 北新川       | 36,1          |                                                    | Hekinan      |
| MU09   | Shinkawamachi     | 新川町       | 37,1          |                                                    | Hekinan      |
| MU10   | Hekinan Chūō      | 碧南中央     | 38,2          |                                                    | Hekinan      |
| MU11   | Hekinan           | 碧南         | 39,8          |                                                    | Hekinan      |